# Pieve Emanuele
Pieve Emanuele – miejscowość i gmina we Włoszech, w regionie Lombardia, w prowincji Mediolan.
Według danych na rok 2004 gminę zamieszkuje 16 596 osób, 1276,6 os./km².